# Albia (cràter)
Àlbia és un cràter sobre la superfície de (4) Vesta, situat amb el sistema de coordenades planetocèntriques a -27.27º de latitud nord i 79.58 º de longitud est. Fa un diàmetre de 5.79 km. El nom va ser fet oficial per la UAI el cinc de febrer de 2014 i fa referència a Àlbia Dominica. una patrícia romana, esposa de l'emperador Valent.